# Dichiarazione d'indipendenza dell'Ucraina

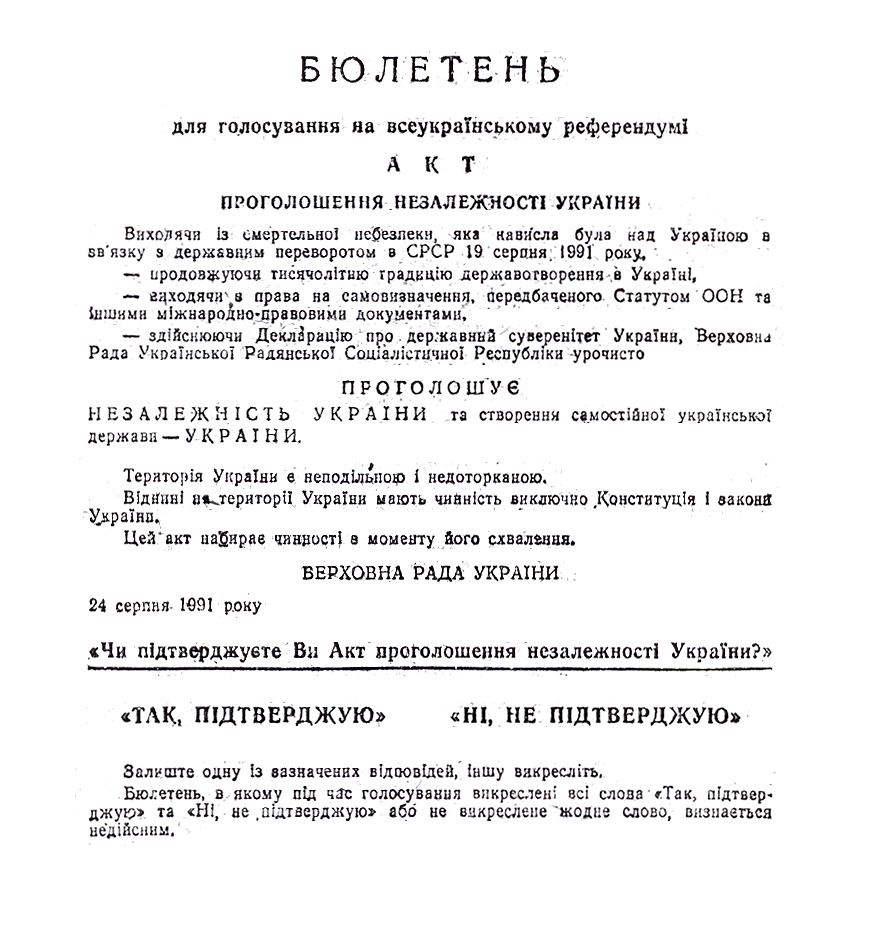
Testo stampato sulla scheda elettorale per il referendum nazionale del 1 dicembre 1991.

L'Atto di dichiarazione d'indipendenza dell'Ucraina (in ucraino Акт проголошення незалежності України?, Akt prohološennja nezaležnostì Ukraïny) fu adottato dalla Verchovna Rada il 24 agosto del 1991 e istituì l'Ucraina come uno Stato indipendente.
Il documento è conservato nell'Archivio di Stato centrale di Kiev.

## Adozione
L'atto venne adottato nel periodo successivo al Putsch di agosto, quando i leader conservatori dell'Unione Sovietica cercarono di ripristinare il controllo centrale del Partito Comunista sull'URSS. Come risposta, durante un'intensa sessione straordinaria di 11 ore, il Soviet Supremo della RSS Ucraina approvò con una maggioranza assoluta l'Atto di dichiarazione, con 321 voti favorevoli, 2 contro e 6 astenuti (su 360 presenti). Il testo fu in gran parte scritto durante la notte tra il 23 e il 24 agosto principalmente da Levko Luk'janenko, Serhij Holovatyj, Mychajlo Horyn', Ivan Zajec e V″jačeslav Čornovil.
I membri del Partito Comunista Ucraino, persuasi dal loro compagno di partito e presidente del parlamento Leonid Kravčuk, capirono che non vi era alcuna scelta se non quella della secessione e di distanziarsi dagli eventi di Mosca, in particolare dal forte movimento anti-comunista nel Congresso dei deputati del popolo della Russia. Durante il dibattito, il primo segretario del PCU Stanislav Hurenko disse che "se non votiamo per l'indipendenza, sarà un disastro". I membri del partito furono snervati dalla notizia dell'arresto del Segretario generale ucraino del PCUS Vladimir Ivaško a Mosca, dalla ri-subordinazione dell'Armata Rossa ai leader della RSFS Russa e alla chiusura della sede del Comitato Centrale del PCUS.
Sempre il 24 agosto, il parlamento indisse un referendum come sostegno per la Dichiarazione d'Indipendenza, su proposta dei leader d'opposizione Ihor Juchnov'skyj e Dmytro Pavlyčko. Il parlamento votò anche per la creazione della Guardia nazionale dell'Ucraina e prese la giurisdizione di tutte le forze armate situate sul territorio ucraino.
Oltre alla folla rumorosa che si era riunita sotto l'edificio del parlamento, in quel giorno le strade di Kiev erano tranquille e vi erano pochi segni di aperti festeggiamenti.
Nei giorni successivi furono approvati numerosi decreti e risoluzioni: tutte le proprietà del PCUS furono nazionalizzate e affidate al Soviet Supremo e ai consigli locali, venne concessa un'amnistia per tutti i prigionieri politici, furono sospese tutte le attività del PCUS e tutte le azioni e i conti del Partito furono congelati in base alle indagini ufficiali su una possibile collaborazione con i golpisti moscoviti. Il parlamento formò un comitato d'inchiesta sulla reazione ufficiale durante il colpo di Stato e istituì un comitato sulle questioni militari relative alla creazione di un Ministero della difesa ucraino.
Il 26 agosto 1991, il rappresentante permanente della RSS Ucraina alle Nazioni Unite (il Paese era con l'URSS un Paese fondatore) Hennadyj Udovenko informò l'ufficio del Segretario generale dell'ONU che la sua missione permanente all'assemblea internazionale poteva ufficialmente essere designata in qualità di rappresentante dell'Ucraina.
Nello stesso giorno, il comitato esecutivo di Kiev votò per rimuovere tutti i monumenti degli eroi comunisti dai luoghi pubblici, incluso il monumento di Lenin nella piazza Rivoluzione d'ottobre. La grande piazza sarebbe stata rinominata Majdan Nezaležnosti (piazza Indipendenza) come anche la stazione della metropolitana posta al di sotto.
Il 28 agosto 1991 più di 200 000 residenti di Leopoli dell'oblast' omonimo dichiararono la loro disponibilità nel servire la Guardia nazionale.
Nel referendum sull'indipendenza dell'Ucraina del 1991, il popolo ucraino espresse un ampio consenso per l'Atto di Dichiarazione d'indipendenza, con più del 90% di voti favorevoli e l'affluenza dell'82%. Il referendum si tenne nello stesso giorno della prima elezione presidenziale diretta dell'Ucraina, dove tutti i sei candidati presidenti appoggiarono l'indipendenza e fecero campagne per il "sì". Il turno referendario distrusse ogni speranza dell'Unione Sovietica di rimanere unita anche in una scala limitata, dato che l'Ucraina era seconda solo alla RSFS Russa per potere politico ed economico.
Una settimana dopo le elezioni, il neoeletto presidente Leonid Kravčuk si unì con la sua controparte russa e bielorussa nella firma dell'accordo di Belaveža, che decretò lo scioglimento dell'URSS, avvenuto ufficialmente il 26 dicembre 1991.
A partire dal 1992, il 24 agosto viene celebrato in Ucraina come il giorno dell'indipendenza.

## Riconoscimento internazionale
La Polonia e il Canada sono state le prime due nazioni a riconoscere l'indipendenza dell'Ucraina il 2 dicembre 1991, seguite nello stesso giorno dal presidente del Soviet Supremo della RSFS Russa Boris El'cin.
Gli Stati Uniti riconobbero il Paese il 25 dicembre 1991. In quel mese l'indipendenza dell'Ucraina venne riconosciuta da 68 Stati e nel 1992 si aggiunsero altri 64 Paesi.
| Data             | Stato                               |
| ---------------- | ----------------------------------- |
| 2 dicembre 1991  | Polonia                             |
| 2 dicembre 1991  | Canada                              |
| 2 dicembre 1991  | RSFS Russa                          |
| 3 dicembre 1991  | Ungheria                            |
| 4 dicembre 1991  | Lettonia                            |
| 4 dicembre 1991  | Lituania                            |
| 5 dicembre 1991  | Argentina                           |
| 5 dicembre 1991  | Croazia                             |
| 5 dicembre 1991  | Cuba                                |
| 5 dicembre 1991  | Cecoslovacchia                      |
| 9 dicembre 1991  | Estonia                             |
| 11 dicembre 1991 | Slovenia                            |
| 12 dicembre 1991 | Georgia                             |
| 16 dicembre 1991 | Bulgaria                            |
| 16 dicembre 1991 | Turchia                             |
| 18 dicembre 1991 | RSS Armena                          |
| 20 dicembre 1991 | RSS Kirghisa                        |
| 20 dicembre 1991 | Turkmenistan                        |
| 23 dicembre 1991 | RSS Kazaka                          |
| 23 dicembre 1991 | Svizzera                            |
| 24 dicembre 1991 | Afghanistan                         |
| 24 dicembre 1991 | Norvegia                            |
| 25 dicembre 1991 | Iran                                |
| 25 dicembre 1991 | Israele                             |
| 25 dicembre 1991 | Messico                             |
| 25 dicembre 1991 | Tagikistan                          |
| 25 dicembre 1991 | Stati Uniti                         |
| 25 dicembre 1991 | Jugoslavia                          |
| 26 dicembre 1991 | Australia                           |
| 26 dicembre 1991 | Brasile                             |
| 26 dicembre 1991 | Germania                            |
| 28 dicembre 1991 | India                               |
| 26 dicembre 1991 | Nuova Zelanda                       |
| 26 dicembre 1991 | Perù                                |
| 26 dicembre 1991 | Unione Sovietica                    |
| 26 dicembre 1991 | Siria                               |
| 26 dicembre 1991 | Thailandia                          |
| 26 dicembre 1991 | Uruguay                             |
| 27 dicembre 1991 | Algeria                             |
| 27 dicembre 1991 | Bielorussia                         |
| 27 dicembre 1991 | Repubblica Popolare di Kampuchea    |
| 27 dicembre 1991 | Cina                                |
| 27 dicembre 1991 | Cipro                               |
| 27 dicembre 1991 | Francia                             |
| 27 dicembre 1991 | Moldavia                            |
| 27 dicembre 1991 | Vietnam                             |
| 28 dicembre 1991 | Indonesia                           |
| 28 dicembre 1991 | Italia                              |
| 28 dicembre 1991 | Giappone                            |
| 28 dicembre 1991 | Giordania                           |
| 29 dicembre 1991 | Bangladesh                          |
| 30 dicembre 1991 | Finlandia                           |
| 30 dicembre 1991 | Corea del Sud                       |
| 30 dicembre 1991 | Libano                              |
| 30 dicembre 1991 | Marocco                             |
| 31 dicembre 1991 | Belgio                              |
| 31 dicembre 1991 | Danimarca                           |
| 31 dicembre 1991 | Grecia                              |
| 31 dicembre 1991 | Lussemburgo                         |
| 31 dicembre 1991 | Paesi Bassi                         |
| 31 dicembre 1991 | Pakistan                            |
| 31 dicembre 1991 | Spagna                              |
| 31 dicembre 1991 | Regno Unito                         |
| 1 gennaio 1992   | Iraq                                |
| 2 gennaio 1992   | Governo di transizione dell'Etiopia |
| 2 gennaio 1992   | Laos                                |
| 2 gennaio 1992   | Emirati Arabi Uniti                 |
| 3 gennaio 1992   | Egitto                              |
| 3 gennaio 1992   | Libia                               |
| 3 gennaio 1992   | Panama                              |
| 4 gennaio 1992   | Uzbekistan                          |
| 5 gennaio 1992   | Bahrein                             |
| 7 gennaio 1992   | Portogallo                          |
| 8 gennaio 1992   | Romania                             |
| 10 gennaio 1992  | Guinea                              |
| 17 gennaio 1992  | Mongolia                            |
| 19 gennaio 1992  | Islanda                             |
| 22 gennaio 1992  | Filippine                           |
| 24 gennaio 1992  | Nepal                               |
| 6 febbraio 1992  | Azerbaigian                         |
| 11 febbraio 1992 | Botswana                            |
| 14 febbraio 1992 | Sudafrica                           |
| 4 marzo 1992     | Madagascar                          |
| 7 maggio 1992    | Ruanda                              |
| 2 giugno 1992    | Senegal                             |
| 8 giugno 1992    | Tanzania                            |
| 23 luglio 1993   | Macedonia                           |